# Gynostemma longipes
Gynostemma longipes är en gurkväxtart som beskrevs av Cheng Yih Wu och S.K. Chen. Gynostemma longipes ingår i släktet Gynostemma och familjen gurkväxter. Inga underarter finns listade i Catalogue of Life.